# 凯拉 (萨勒-奥拉县)
凯拉（德語：Keila，發音：[ˈkaɪla]）是德国图林根州萨勒-奥拉县的市镇，面积4.16平方千米，2023年12月31日人口为72人。